# Wereldkampioenschappen judo 1958
De Wereldkampioenschappen judo 1958 was de tweede editie van de Wereldkampioenschappen judo, en werd gehouden in Tokio, Japan op 30 november 1958. Namens Nederland waren Anton Geesink en Hein Essink geselecteerd. Per land mochten twee deelnemers meedoen. Er waren 36 deelnemers uit achttien landen. Het toernooi werd in het Tokio Gymnasium gehouden en telde vijftienduizend toeschouwers, onder wie de Japanse kroonprins Akihito. Essink werd al snel uitgeschakeld. Geesink drong door tot de kwartfinale en verloor daarin van Kimiyoshi Yamashiki.

## Medaillewinnaars

### Mannen
| Gewichtsklasse | Goud      | Zilver        | Brons                               |
| -------------- | --------- | ------------- | ----------------------------------- |
| Open           | Koji Sone | Akio Kaminaga | Bernard Pariset Kimiyoshi Yamashiki |

## Medaillespiegel
| Plaats | Land      | Goud | Zilver | Brons | Totaal |
| 1      | Japan     | 1    | 1      | 1     | 3      |
| 2      | Frankrijk | 0    | 0      | 1     | 1      |
| Totaal | Totaal    | 1    | 1      | 2     | 4      |